# Bocanada (canción)
Bocanada es una canción escrita por Gustavo Cerati y Pablo Chaijale, incluido en el álbum de estudio Bocanada lanzado en 1999, un álbum experimental en el cual se ve el potencial de Gustavo Cerati después de haberse separado de la famosa banda de rock argentina Soda Stereo. La canción aparece en el disco recopilatorio Cerati Infinito.

## Versiones
- Gustavo Cerati interpretó  la canción varias veces durante la Gira Bocanada (1999 - 2000).
- La canción fue presentada de forma sinfónica en el año 2001, esta versión fue incluida en el álbum 11 episodios sinfónicos. Esta versión fue grabada en el Teatro Avenida de la ciudad de Buenos Aires en agosto del mismo año.